# AS Draconis
AS Draconis (AS Dra / HD 107760) es un sistema estelar en la constelación de Draco de magnitud aparente +8,00.
Se encuentra a 138 años luz del sistema solar.

## Componentes
En primera instancia, AS Draconis es una binaria cuya primaria es una enana amarilla de tipo espectral G4V.
Con una temperatura efectiva de 5830 K e igual masa que el Sol, su radio es apenas un 3% más pequeño que el radio solar.
Gira sobre sí misma con una velocidad de rotación proyectada de 12 km/s.
La estrella secundaria es una enana amarillo-anaranjada de tipo G9V cuya temperatura es de 5250 K.
Tiene una masa de 0,85 masas solares y su radio equivale al 84% del que tiene el Sol.
Su velocidad de rotación es de al menos 8 km/s.
La luminosidad conjunta de ambas estrellas es un 15% superior a la luminosidad solar.
Presentan un muy bajo contenido metálico —equivalente sólo al 19% del que tiene el Sol—, mientras que el contenido de litio es diferente en las dos componentes; la más caliente tiene un contenido más alto que el Sol, mientras que la más fría lo tiene más bajo (A(Li) = 0,85).
El período orbital de esta binaria es de 5,4125 días, siendo el valor del semieje mayor de la órbita 0,07 UA.
El plano orbital está inclinado unos 72° respecto al plano del cielo.
Una tercera estrella completa el sistema estelar.
Con una masa de apenas el 11% de la masa solar, completa una órbita en torno a la binaria cada 6781 días.

## Cinemática
AS Draconis destaca porque se mueve a través de la Vía Láctea con una velocidad relativa respecto al Sol de 139,7 km/s.
Esta velocidad es sumamente elevada: a título comparativo, Etamin (γ Draconis), η Draconis y Tyl (ε Draconis), estrellas a una distancia comparable a la de AS Draconis, se mueven a una velocidad relativa entre 15 y 30 km/s respecto al Sol.

## Variabilidad
AS Draconis es una variable RS Canum Venaticorum, habiéndose observado una variación de brillo de 0,10 magnitudes.
Su período de variación corresponde al período orbital de la binaria (5,41 días).
Emite energía en forma de rayos X, siendo su luminosidad en dicha región del espectro 0,017 × 1024 W.